# استرواح الصدر الموهي
استرواح الصدر الموهي (بالإنجليزية: Hydropneumothorax)‏ هو وجود هواء وسائل في تجويف الجنبة المحيط بالرئة.

## الأسباب
- أسباب علاجية المنشأ، مثل رشف سوائل الجنبة في حالة الانصباب الجنبي
- وجود كائنات مكونة للغاز
- إصابة صدرية

## الأعراض
- بلادة مستقيمة الخط
- بلادة متحولة
- دفق مرتج
- صوت عملة معدنية